# Antonio Fogazzaro
Antonio Fogazzaro (Vicenza, Véneto; 25 de marzo de 1842-ibídem, 7 de marzo de 1911) fue un escritor y poeta italiano.

## Infancia y formación
Nació en Vicenza, en el 1911 de la calle que hoy lleva su nombre, hijo de un industrial y perteneciente a una familia profundamente católica, y en la que varios miembros eran sacerdotes o religiosos. El propio Fogazzaro se describirá a sí mismo como sensible y retraído. 
En mayo de 1848, en los días de la Primera Guerra de Independencia, su madre lo llevó junto a su hermana pequeña a Rovigo: Vicenza se ha rebelado y prepara la defensa ante la reacción del ejército austriaco, que el 10 de junio entrará en Vicenza al mando de Joseph Radetzky.  
Finaliza sus estudios elementales en 1850. Poco brillante, no demasiado buen estudiante, era romántico y enamoradizo, y sus libros favoritos eran las Memorias de ultratumba de Chateaubriand y los de Walter Scott. En 1856 pasa al instituto, en donde le da clases el poeta Giacomo Zanella, que le hace descubrir a Heine. Sigue siendo un joven meditabundo, tímido y soñador. Ya entonces empieza a escribir algunos poemillas, que guarda en un cuaderno, y que dispersa en las cartas que envía a su familia.

## Estudios de Derecho

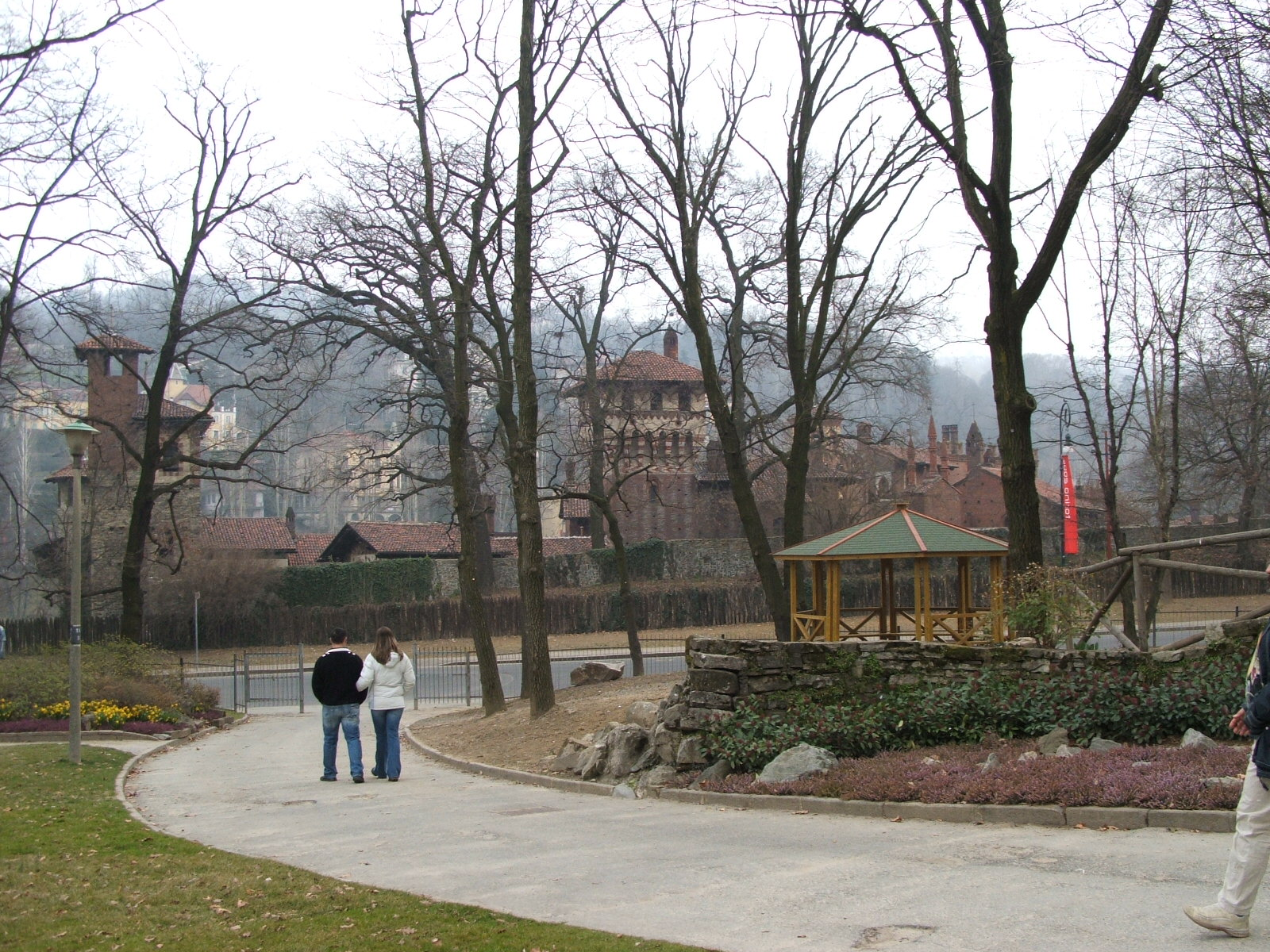
Turín. El Parco del Valentino con el Burgo medieval.

Al terminar sus estudios en el Instituto en 1858, su vocación parecía encaminarle hacia estudios de literatura, pero su padre consideraba que carecía de capacidades literarias y se opuso, forzándole a estudiar Derecho en la Universidad de Padua. Debido a una larga enfermedad y también al cierre de la Universidad por parte de las autoridades en 1859 tras las protestas contra el régimen austríaco, Fogazzaro pierde dos años de estudios. En noviembre de 1860 la familia Fogazzaro se traslada a Turín y Fogazzaro prosigue sus estudios en dicha ciudad, aunque sus resultados son mediocres, dado que pasa más tiempo en los cafés jugando al billar que en las aulas. También sus creencias religiosas se resienten, aunque las dudas en el terreno religioso le siguen asaltando.
Siguió escribiendo poesías y el periódico Universo publicó algunas de ellas en 1863. El año siguiente consiguió su licenciatura con resultados discretos. En noviembre del año siguiente su familia se trasladó a Milán, donde Fogazzaro empezó a trabajar como auxiliar en un despacho de abogados. 
Fogazzaro conocía desde su infancia a la familia de Vicenza de los condes Valmarana. Ya había vuelto a ver a la joven Margherita en Turín en 1862 y luego durante las vacaciones en los años siguientes. Los jóvenes se casaron en Vicenza el 31 de julio de 1866, pocas semanas después de que el Véneto, tras la Tercera Guerra de Independencia pasara a formar parte del Reino de Italia. 
El trabajo que desarrolla en el despacho jurídico no le permite mantener a su familia, por lo que necesita recurrir al apoyo de la familia. En Milán conoce a Abbondio Chialiva, un antiguo carbonario que lo introduce en los ambientes literarios de la scapigliatura, en el que conoce a escritores como Emilio Praga, a los hermanos Arrigo y Camillo Boito o Iginio Ugo Tarchetti, que, conscientes del provincialismo literario italiano, buscaban nuevas vías en el arte. Consigue una especial relación con Arrigo Boito, pero nunca llegará a integrarse en el movimiento, demasiado radical para su gusto conservador.
En 1868 supera los exámenes para poder ejercer la abogacía, aunque sigue pensando en dedicarse a la poesía. En 1869 nace su primera hija, a la vez que empieza a trabajar en una novela y en diversos poemas.

## Inicios poéticos:MirandayValsolda

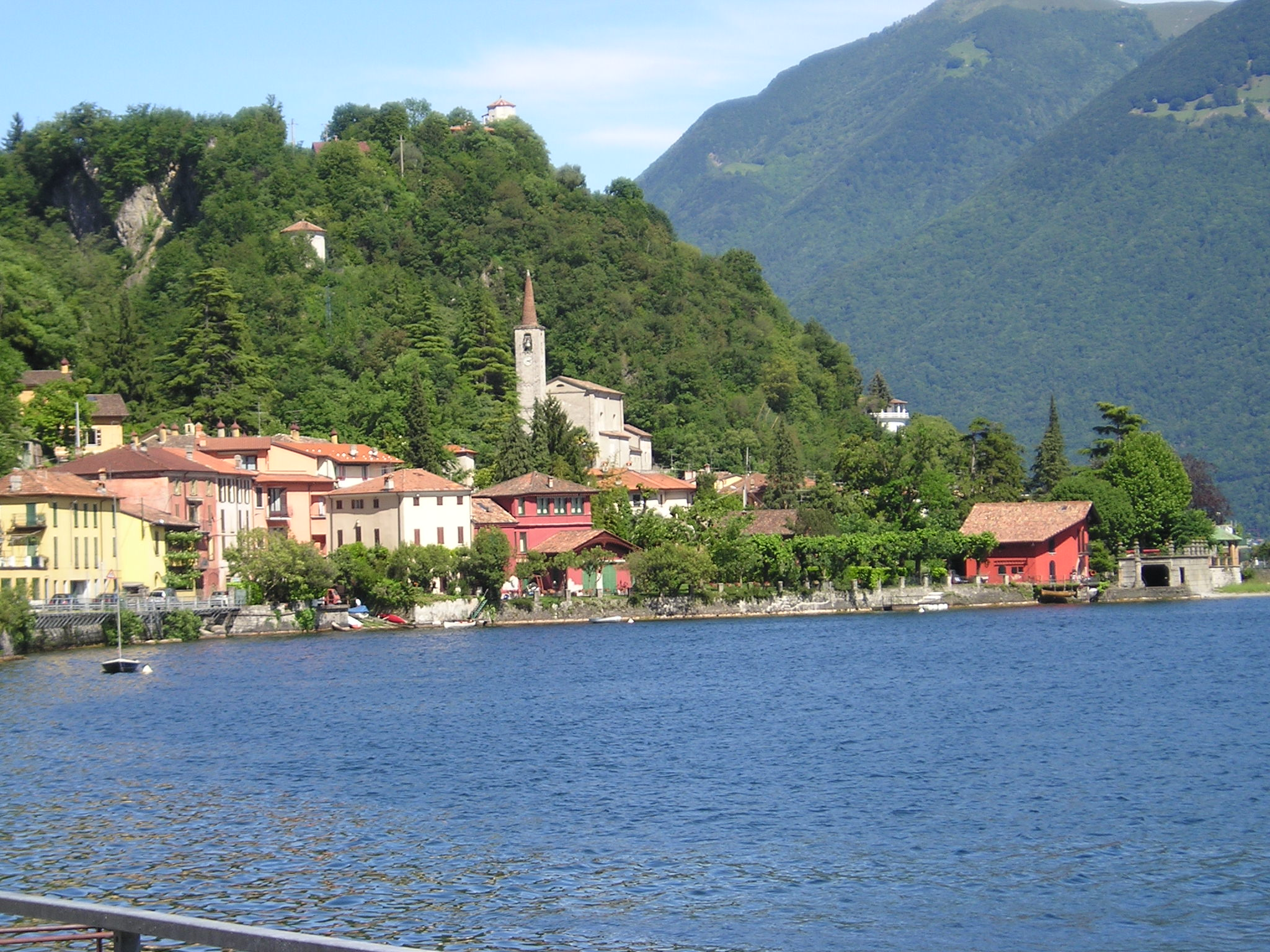
Vista de Valsolda, en el lago de Lugano.

Fogazzaro envió a su padre el manuscrito del poema Miranda el 3 de diciembre de 1873. Este lo encuentra bueno y decide buscar sin éxito quien lo publique, por lo que acaban haciéndolo a su costa en 1874. Miranda se compone de tres partes: La carta, El libro de Miranda y El libro de Enrico, y desarrolla la vivencia de un amor frustrado: en Enrico, Fogazzaro quiso representar la figura de un joven poeta estetizante y demasiado egoísta como para amar a nadie aparte de a sí mismo, un hijo de su tiempo visto bajo su aspecto más negativo, mientras en Miranda se representa a una muchacha idealizada. Aunque no gustara a los críticos, la poesía gustó al público lector, y esto sirvió para que Fogazzaro decidiese proseguir su aventura literaria.
Dos años después, en 1876, surge el libro de poemas Valsolda, en una pequeña editorial milanesa, ya que el mayor editor de la época, Treves, se niega a publicarlo. Esta vez, al fracaso de la crítica se une la desilusión del público, que no halla en esos versos el tono sentimental de Miranda, que tanto había gustado a los seguidores del romanticismo en su época; en Valsolda Fogazzaro privilegia la nota paisajística, pero sus versos, aun siendo imaginativos y musicales, carecen de personalidad, parece tratarse de un entretenimiento. Regresa a la fe católica.

## De la poesía a la novela

### Malombra

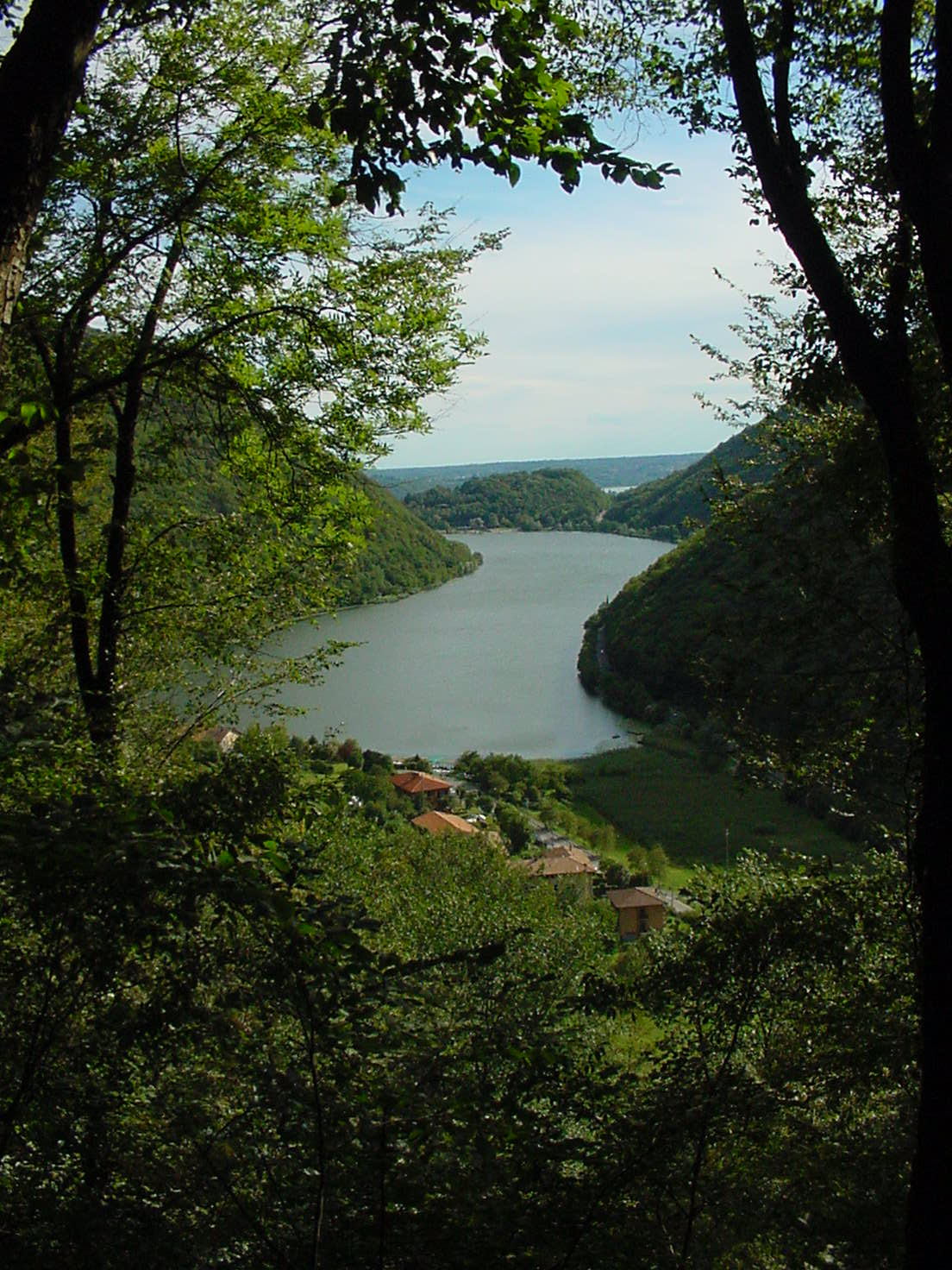
El lago de Segrino (Canzo), donde está ambientada la novela.

Tal vez la conciencia de no haber acertado en la poesía le encaminó hacia la prosa. En 1881 sale su primera novela, Malombra. La protagonista es Marina de Malombra, bella y atormentada sobrina del conde Cesare d'Orsenigo, en cuyo palacio reside. Allí encuentra casualmente un mensaje escrito en los primeros años del siglo XVIII por una antepasada suya, la infeliz esposa de un Orsenigo y amante de un joven llamado Renato, Cecilia Varrega, que animaba a quien hallase su mensaje a que la vengara contra los descendientes de su marido. 
Marina se identifica con la desdichada Cecilia hasta el punto en que creerá que esta se ha reencarnado en ella y consumará la venganza, haciendo morir de miedo a su tío Cesare y matando al escritor Corrado Serra, al que, en su locura, considera es la reencarnación del amante de Cecilia. Una noche tenebrosa Marina desaparecerá en el lago situado frente al palacio de los Orsenigo. Los protagonistas de esta novela, Marina y Corrado, son dos personajes que Fogazzaro retomará prácticamente en todas sus siguientes novelas: Marina es la mujer aristocrática, bella y sensual, pero inabarcable, inquieta y neurótica; Corrado es el intelectual idealista que desea alcanzar sus ideales, pero al que su falta de decisión impide alcanzarlos, impedido también por las restricciones venales de un mundo que no entiende dicho idealismo.  
En la novela, recorrida por una atmósfera morbosa de locura, ocultismo, sensualidad y muerte, Fogazzaro introduce con habilidad personajes humorísticos y emotivos, como el capitán Steinegge, de casta pureza, como la hija Edith, candorosos, como don Innocenzo o caricaturescos como la condesa Fosca y su hijo Nepo. El uso del dialecto en los diálogos de los personajes secundarios, la realidad, tienen como función atenuar la tensión de misterio e inminente tragedia que la novela va haciendo presagiar. 
El libro, en el que también se descubre el interés del autor por el espiritismo, suscitó reacciones diversas; atacado por Salvatore Farina y Enrico Panzacchi, fue parcialmente elogiado por parte de Giovanni Verga y  por Giuseppe Giacosa, pero las principales revistas literarias ni siquiera la mencionaron.

### Daniele Cortis
Fogazzaro terminó su siguiente novela, Daniele Cortis' en 1884. Durante esa época, Fogazzaro mantendrá una aventura sentimental que durará casi una década, con Felicitas Buchner, la institutriz bávara de los hijos de su cuñado. Esta relación fue vivida por ambos amantes con fuertes sentimientos de culpa, sentimientos que aparecen en la novela. 
El protagonista es un diputado católico que quiere formar un nuevo partido en la Italia de su época, una democracia cristiana que permita que muchos católicos se integren en la vida política (prohibida en aquella época por el Non expedit papal) encabezado por un hombre de altas cualidades intelectuales y morales. El intento resulta un fracaso, igual que el amor de Cortis, casado con una mujer enferma y de carácter frío, con la prima Elena, casada con un ser indigno, y que termina con la renuncia en nombre del amor que se sublima en el sacrificio y en el alejamiento. En la novela, que tuvo un gran éxito, Fogazzaro expresa, en boca de su protagonista, sus propias convicciones políticas liberales.

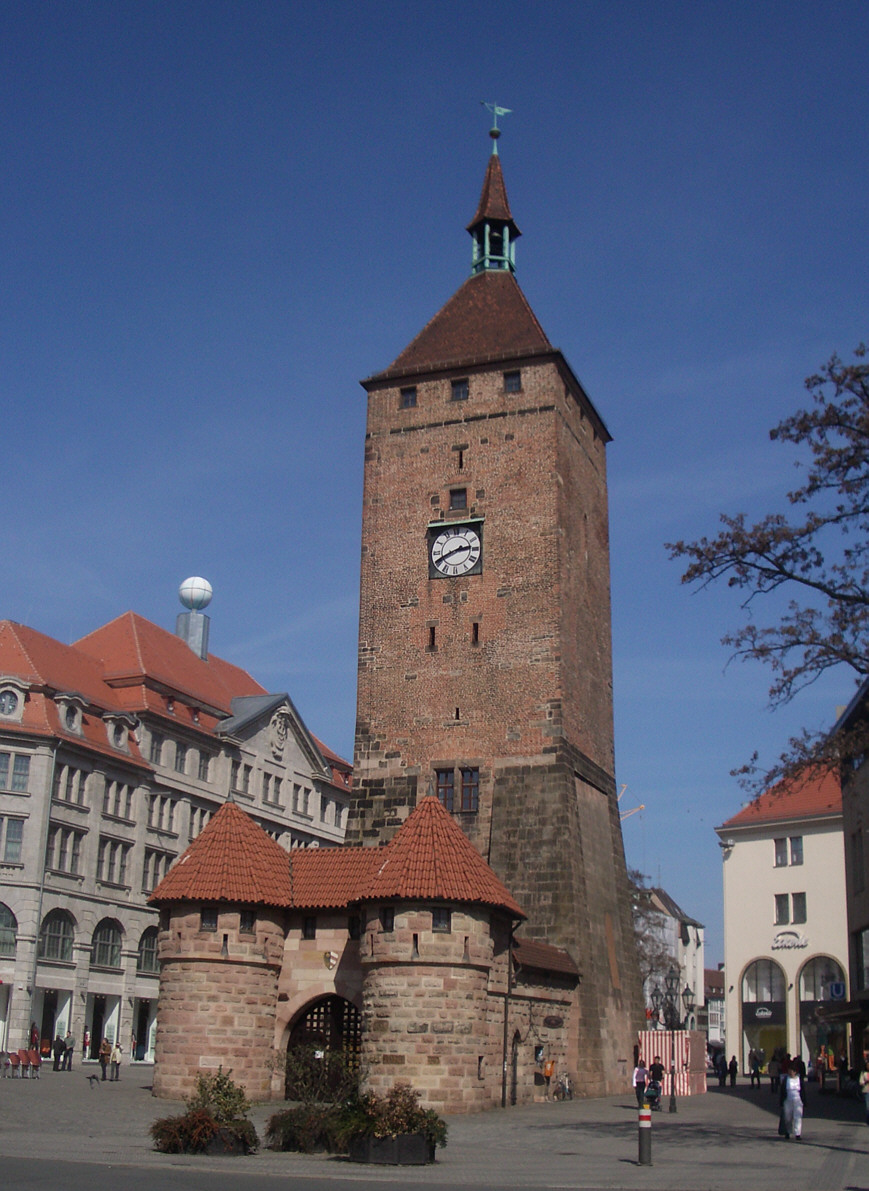
La torre Blanca de Núremberg.

En 1887, año en el que murió su padre, publicó una floja recolección de relatos Fedele y otros relatos: Fogazzaro no evocará hasta más adelante la figura de su padre, alter ego del protagonista de su mejor novela, Pequeño mundo antiguo.

### El misterio del poeta
Alessandro Manzoni opinaba que había suficiente amor en el mundo como para tener que inventarlo en la novela. Fogazzaro discrepaba, opinando que el arte debe destacar el amor, teoriza sobre el gran amor exclusivo de las almas nobles y atormentadas, amor esencialmente literario más que real. Este es el amor que se encuentra en "El misterio del poeta (1888, novela ambientada en un Núremberg totalmente irreal y en el que se narra el amor entre un poeta y una joven inglesa, Violet Yves, de salud frágil. Tras muchos problemas se casan, pero Violet muere durante el viaje de novios. Lo artificioso de la trama, el sentimentalismo exasperado y el tema que trata de expresar Fogazzaro (la imposibilidad en este mundo de hallar un amor que sólo pueda adquirir significado en el otro, la necesidad de la renuncia) dan a la novela un tinte de inverosimilitud que nos distancia de ella.

## Fogazzaro y el evolucionismo
Con El origen de las especies (The Origin of Species), que publica en 1859 Charles Darwin, se da el golpe de gracia a las teorías creacionistas, basadas en la tradición bíblica. Fogazzaro, que leyó el libro de Darwin en 1889 se alineó inmediatamente con las nuevas teorías, lo que chocaba frontalmente con la Iglesia, aunque Fogazzaro tratara de conciliar la teoría con la tradición del pensamiento católico. Pensó que una buena opción era el libro de Joseph LeConte, Evolution: its History, its Evidences, and its Relation to Religious Thought (1888), en la que el escritor estadounidense formula la hipótesis de que las fuerzas naturales responsables de la evolución de las especies podrían ser emanación directa de la voluntad divina.

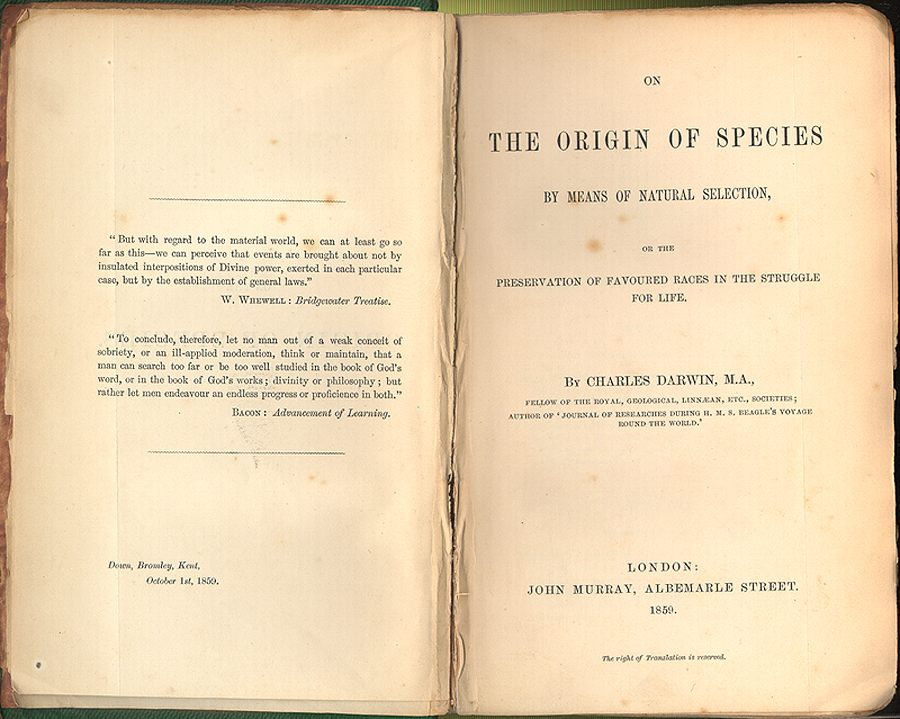
La edición de El origen de las especies de 1859.

Con esta mentalidad, Fogazzaro impartió el 22 de febrero de 1891 una conferencia en el Instituto Veneto di Scienze e Lettere de Venecia en la que trataba de conciliar a San Agustín y a Darwin, pero que irritó mucho a los católicos sin suscitar simpatías entre los darwinistas. El obispo de Cremona, Geremia Bonomelli, le sugirió ser prudente. Fogazzaro, que declaraba que su deseo era el de glorificar a Dios frente a la ignorancia y frente a la mala fe de los darwinistas, que consideran a la Iglesia incapaz de entender las nuevas teorías. El 2 de marzo de 1893 expone en el Colegio Romano sus teorías evolucionistas ante la misma reina Margarita de Saboya en la que reafirmaba sus tesis darwinianas, y retomando la teoría de Antonio Rosmini, que decía que el alma no se formaba inmediatamente con el embrión, sino tras un cierto grado de desarrollo. La prensa católica montó en cólera, opinando que era intolerable que un seglar pretendiera enseñar a otros fieles lo que se debe y no se debe creer en lo tocante a la creación, lo que según ellos comprometía no sólo la doctrina teológica, sino la propia estructura jerárquica de la Iglesia.

## La tetralogía de los Maironi
En julio de 1894 termina su relación con Felicitas Buchner (la Elena de Daniele Cortis) y el 16 de mayo de 1895 muere a los veinte años su hijo Mariano.

### Pequeño mundo antiguo

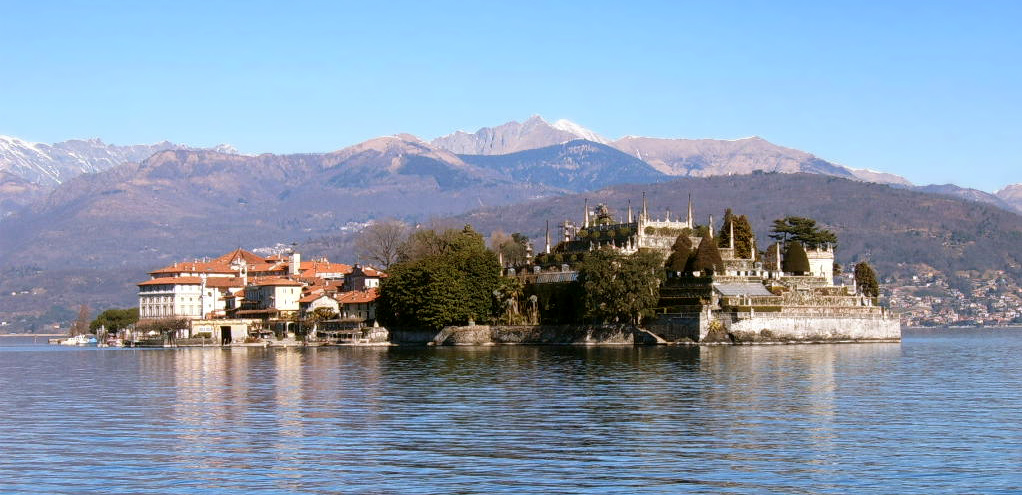
La Isla Bella.

Al año siguiente se publica su obra maestra, Pequeño mundo antiguo, obra muy meditada y en la que trabajaba desde 1889. Ambientada en los años anteriores a la Segunda Guerra de Independencia, con el trasfondo del lago de Lugano, es la historia de la familia del noble Franco Maironi, católico y liberal, y de la pequeñoburguesa Luisa Rigey, a cuyo matrimonio se había opuesto la marquesa Orsola, partidaria de los austriacos, abuela de Franco. Las dificultades económicas y el profundo sentido de la justicia que siente Luisa, en contraste con el carácter voluble de Franco, hacen difícil la relación entre los cónyuges provocando su alejamiento cuando la hija pequeña, Ombretta muere ahogada en el lago; pero mientras Luisa se encierra en sí misma y se dedica al espiritismo con la esperanza de establecer contacto con su hija, Franco se traslada a Turín, encuentra trabajo y adquiere conciencia de la necesidad de participar activamente en la liberación de Italia, ocupada por los austriacos. La novela termina con el reencuentro de los esposos en la Isla Bella, en 1859, en donde Franco se embarca hacia la orilla lombarda del lago Mayor y luchar con las tropas italianas. En esta novela Fogazzaro alcanza las cotas más altas de su arte. El éxito unánime de la novela impulsan al rey Humberto I a nombrar a Fogazzaro senador el 25 de octubre de 1896 aunque no consiguió entrar en el Senado en 1900. 

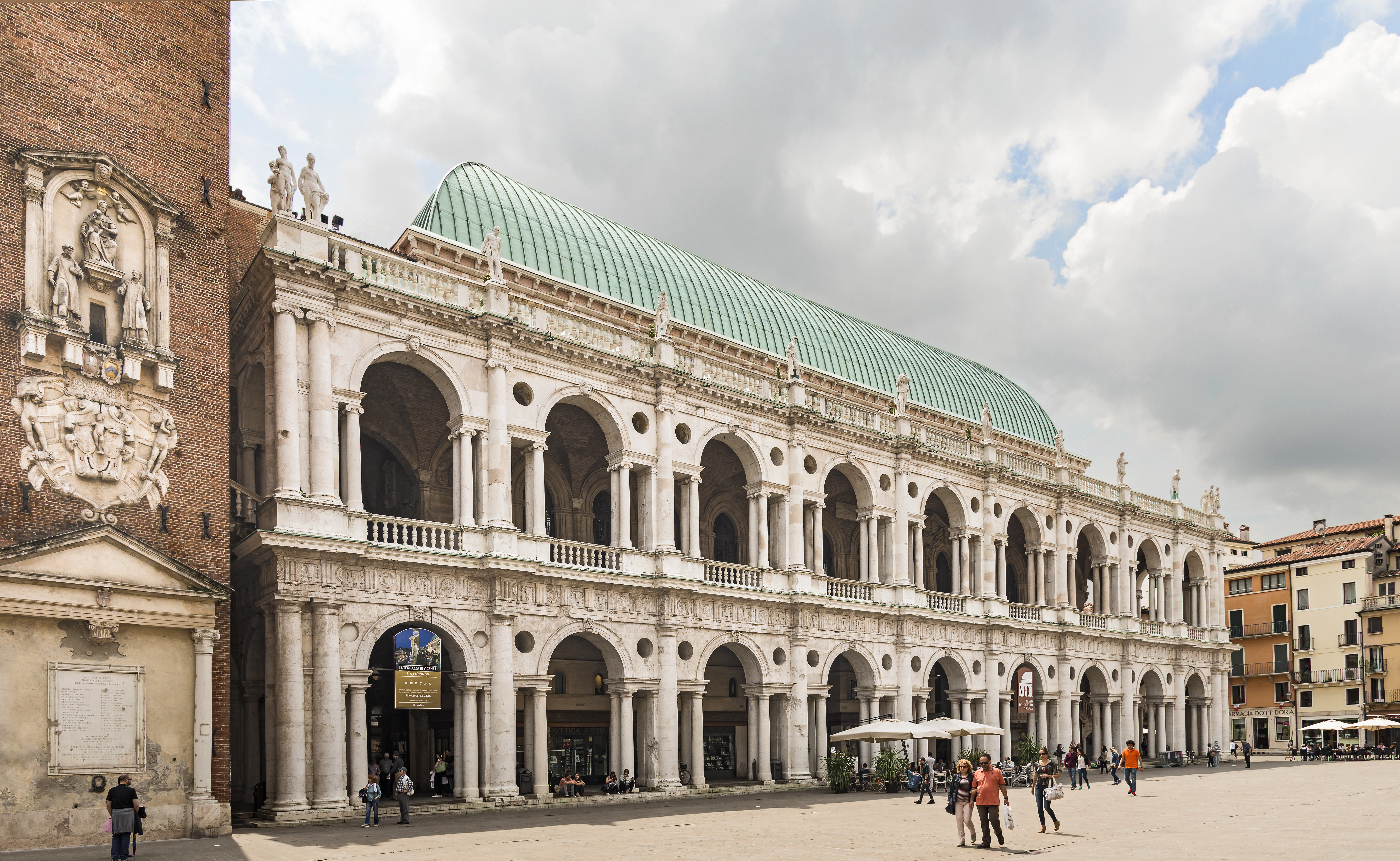
Piazza dei Signori y Basílica Palladiana.

El 2 de marzo de 1897, centenario del nacimiento de Antonio Rosmini (condenado por el papa León XIII el 7 de marzo de 1888) la Academia degli Agiati de Rovereto publicó dos volúmenes sobre el filósofo trentino, en los que hay un estudio de Fogazzaro. 
El 6 de junio, en Vicenza, pronuncia un discurso en la Basílica palladiana durante la inauguración de un busto de Cavour, alabando la obra del político piamontés, en la que se oponía a la teoría de la restauración del poder temporal de la Iglesia y adoptando como suya la famosa máxima de la "Iglesia libre en un Estado libre".

### Pequeño mundo moderno
El 21 de noviembre de 1900 termina il manuscrito de su siguiente novela Pequeño mundo moderno, publicado al año siguiente. El protagonista es Piero Maironi, el hijo de Franco y Luisa; casado con una enferma mental, y que se siente fascinado por Jeanne Dessalle, una intelectual refinada, bella y rica, perteneciente a la buena sociedad internacional; la relación se establece con ambigüedades y deseos desviados, pero no concluye: al morir su mujer, Piero decide vivir ascéticamente, tratando de comprometerse en la reforma de la Iglesia.
El 20 de julio de 1903 muere el papa León XIII. Fogazzaro tiene la esperanza de que su sucesor sea el cardenal Alfonso Capecelatro, en el que ve sus afanes renovadores. Sin embargo, el cónclave designa el 4 de agosto al cardenal Giuseppe Sarto, que toma el nombre de Pío X. Para el escritor es una decepción.

### El Santo
En noviembre de 1905 aparece su nueva novela, El Santo, en la que el protagonista vuelve a ser Piero Maironi que, tras retirarse con el nombre de Benedetto a la abadía benedictina de Subiaco, lleva una vida de oración y penitencia. En el convento se vuelve a encontrar con Jeanne Dassalle que, tras quedar viuda, esperaba poder reanudar una relación pero se da cuenta de que Piero había cambiado demasiado; venerado como un santo en el pueblo, Piero va a Roma, tratando de convencer al propio papa de la necesidad de una reforma radical de la Iglesia, pero encuentra oposición tanto de los católicos tradicionales como por los partidarios del estado laico. Decepcionado y enfermo, muere en casa de un amigo, junto a Jeanne.
A pesar de que no tuvo buena acogida por parte de la crítica, la repercusión en el público fue bastante grande; el propio presidente de los Estados Unidos (y premio Nobel de la Paz) Theodore Roosevelt lo alabó, pero fue condenado tanto por los laicos intransigentes como por los católicos. El 4 de abril de 1906 el libro fue condenado por la Congregación para la doctrina de la fe y fue a parar al famoso Índice de libros prohibidos.

### Leila
A pesar de retractarse públicamente, Fogazzaro siguió apostando por una renovación de las instituciones eclesiásticas, que pudiera adaptarlas a las exigencias de la sociedad moderna. Pero el 8 de septiembre de 1907 aparece la encíclica Pascendi Dominici gregis, que condenaba el movimiento modernista.
El 11 de noviembre de 1910 se presenta en Milán Leila, la última novela de Fogazzaro, que había empezado a redactar en 1905. En ella, Fogazzaro declaró que había tratado de presentar en su nueva novela sus ideas reformistas acerca de la religión. Fogazzaro no consiguió satisfacer ni a los católicos progresistas ni a los conservadores, y el libro también fue condenado por la Iglesia. Los últimos meses de su vida están marcados por la desilusión y por la sensación de que su misión en la vida había concluido. Muy enfermo, muere en el Hospital de Vicenza.

## Los temas de Fogazzaro
Dos son los principales temas que preocupan a Antonio Fogazzaro, y que por ello aparecerán en su obra literaria: la fe y el amor.

### La religión

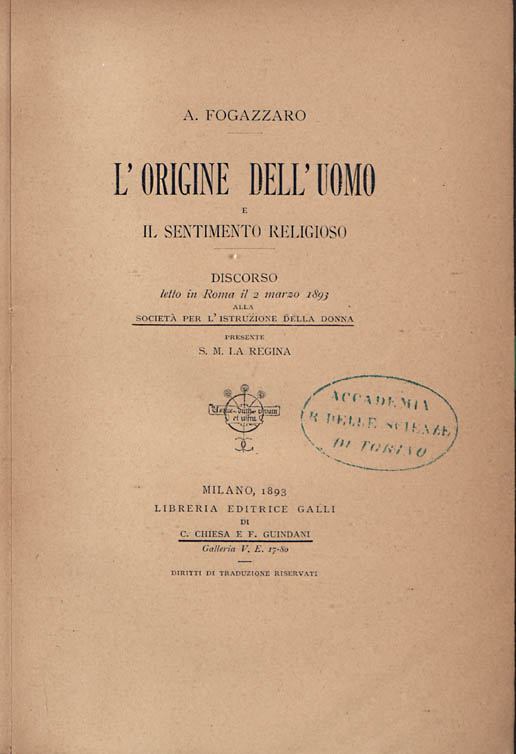
Origine dell'uomo

Fogazzaro era profundamente católico y practicante. Si trató de conciliar las teorías de Darwin con las de San Agustín es porque pensaba que actuando de ese modo no contravenía ningún dogma de fe. También la simpatía que mostró por el modernismo, que de hecho tampoco se concretó en su obra, estaba dentro de su convencimiento de que estaba dentro del umbral de la ortodoxia, hasta el punto de que admitió inmediatamente la condena y se retractó.
La auténtica innovación que encontramos en Fogazzaro es la expresión del sentimiento religioso; en sintonía con las exigencias de los lectores de su tiempo, manifestó en sus novelas una fe religiosa que siempre matizaba los actos de sus personajes. El sentimiento de culpa, el que él mismo experimentaba en su relación adulterina aparece en sus obras de madurez.

### El amor
Fogazzaro pertenecía a la burguesía, a la clase social más moderna e inquieta de su época, y se dirigía a ese mismo público. Su modernidad o sus audacias en el terreno del amor estaban siempre limitadas por la presencia permanente de una tradición católica no muy beata, pero esencialmente conservadora. Fogazzaro pues era perfectamente capaz de darse cuenta de lo que era necesario adoptar para formar parte del mundo moderno, capaz de buscar desarrollos sociales, siempre que no fueran el resultado de grandes procesos revolucionarios. En su concepto de lo que es la vida familiar, Fogazzaro reduce a este terreno el tema del amor.

### El romanticismo

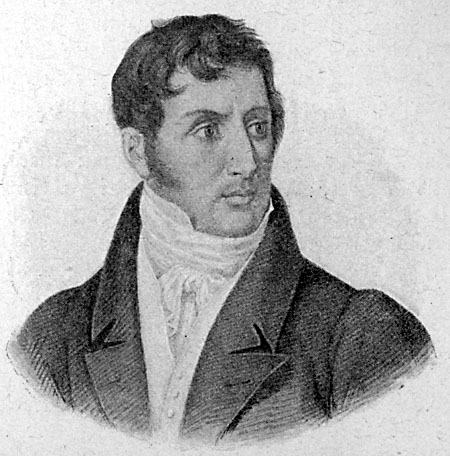
Alessandro Manzoni, el novelista romántico italiano por excelencia.

En la historia de la novela italiana, el romanticismo casi no aparece, al menos en el sentido en el que aparecen los fuertes contrastes que podemos encontrar en Francia o Alemania, ese romanticismo que pasa del drama al idilio, de lo patético a lo sublime. El novelista romántico italiano por excelencia, Alessandro Manzoni conscientemente rechazaba estos temas, a pesar de que luego aparezcan (y tremendamente matizados) en su obra maestra, Los Novios. Tampoco se encuentran en la Scapigliatura, ya que se trató de un movimiento efímero y en realidad de poca trascendencia más allá de los círculos especializados. El romanticismo en Italia encontró su mejor exponente en la música, en donde además alcanzó su auténtica repercusión popular, con su máximo exponente, Giuseppe Verdi.
También aparece tangencialmente en Fogazzaro. Sus fuertes prejuicios religiosos le impedían mostrar pasiones exacerbadas como las del René de Chateaubriand, las tormentas espirituales son vividas por seres moralmente superiores, que por esa razón aceptan la voluntad divina y son capaces de renunciar a las consecuencias de las pasiones que experimentan.

### La política

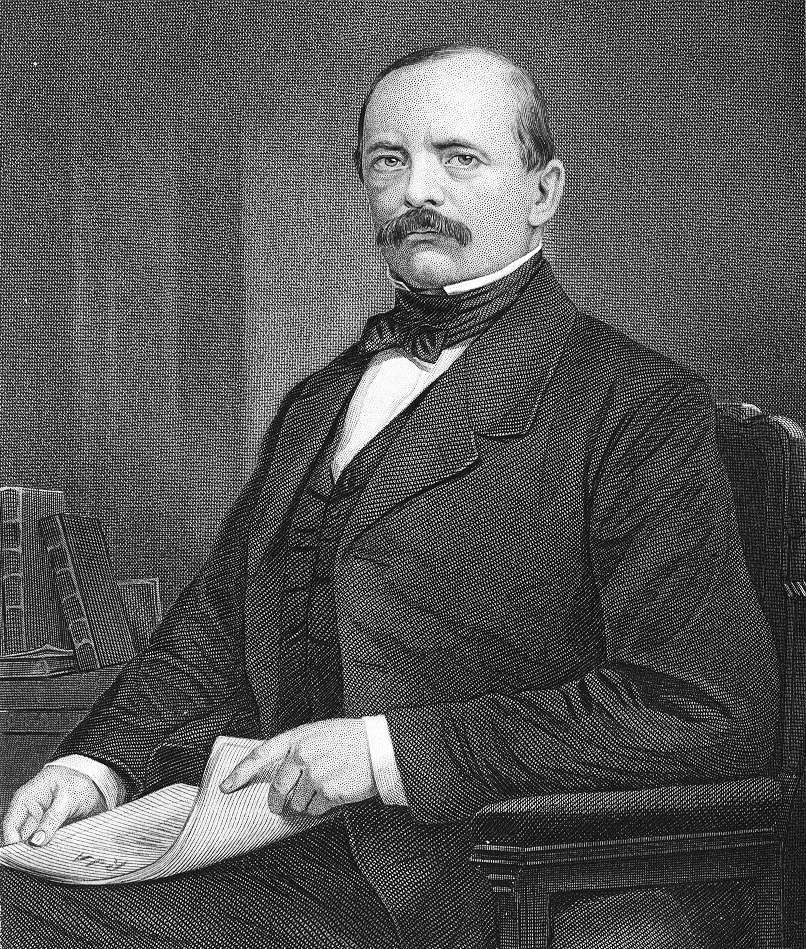
Otto von Bismarck.

En los años 1880, tras la derrota de la derecha, se había extendido en Italia un sentimiento de desconfianza hacia una clase política considerada corrupta y dispuesta a aceptar cualquier arreglo, y hacia un parlamentarismo que aparecía ineficaz. Algunos elementos de la burguesía, también preocupados por el avance de la clase obrera ansiaban la presencia de un hombre fuerte, al estilo de Bismarck, que limitara al parlamento, fortaleciera la monarquía, resolviese la Cuestión romana y proporcionase a Italia autoridad y respeto en el concierto internacional. Estas ideas, que aparecen en su novela Daniele Cortis son proyectos que Fogazzaro no retomó en sus novelas, pero que evidentemente fueron muy elogiadas por el fascismo. A partir de Pequeño mundo antiguo vuelve a los antiguos ideales del Risorgimento, a un patriotismo sencillo y generoso, afirmación de dignidad contra la injusticia y los abusos.
Fogazzaro no fue un autor literario comprometido. Sus ideas políticas y religiosas aparecían en tanto en cuanto eran vividas por el autor, pero nunca se preocupó de los muchos temas que aparecían en la actualidad política de su época (los deseos expansionistas en África, el impulso de la clase obrera, las rebeliones en Sicilia, el escándalo de la Banca romana). Su descripción de la sociedad italiana que conoció utilizaba a veces el dialecto véneto, la comicidad, para restar dramatismo a situaciones que a veces se acercaban al verismo que propugnaba Giovanni Verga, pero sin perder el elemento optimista que sin duda su profunda fe católica le proporcionaba.

## Obras
- 1863   Un recuerdo del Lago de Como, Vicenza (publicación para la boda Scola-Patella)
- 1865   Cuaderno veneciano: San Marcos, Barcarola, Lido, Serenata, Vicenza, (publicación para la boda Clementi-Marchesini)
- 1868   A mi hermana. Odas, (publicación para la boda Fogazzaro-Danioni)
- 1870   Discurso pronunciado en el Teatro Olímpico durante la entrega de premios a los alumnos de las escuelas nocturnas cívicas y rurales, Vicenza
- 1871   Najadi: 1. En la fuente, 2. En el lago, Vicenza, (publicación para la boda Casalini-Barrera)
- 1872   Sobre el futuro de la novela en Italia, Vicenza, discurso
- 1874   Miranda, Florencia, poema en verso
- 1876   Valsolda, Milán, colección de poemas dedicados a la población de Valsolda (provincia de Como)
- 1881   Malombra, Milán, novela
- 1885   Daniele Cortis, Turín, novela
- 1887   Fedele y otros relatos, Milán, relatos
- 1888   El misterio del poeta, Milán, novela
- 1895   Pequeño mundo antiguo, Milán, novela
- 1898   Discursos, Milán, ensayo
- 1898   Ciencia y dolor. Discurso leído el 22 de mayo de 1898 en el Regio Istituto Veneto di Scienze, Lettere ed Arti, Venecia, ensayo
- 1901   El dolor en el arte, Milán, ensayo
- 1901   Pequeño mundo moderno, Milán, novela
- 1905   El Santo, Milán, novela
- 1910   Leila, Milán, novela

## Traducciones españolas de obras de Fogazzaro
- A. F., El Santo, Madrid, Fernando Fe, 1908, por Ramón M. Tenreiro.
- A. F., Daniele Cortis, Barcelona, Maucci, 1911, por Francesc Xavier Godò i Llorens.
- A. F., El secreto del poeta, Barcelona, Maucci, 1911, por Francesc Xavier Godò i Llorens.
- A. F., Pequeño mundo moderno, Barcelona, Maucci, 1911, por Francesc Xavier Godò i Llorens.
- A. F., Pequeño mundo antiguo, Barcelona, Maucci, 1911, por Marcos Rafael Blanco-Belmonte.
- A. F., El origen del hombre, Barcelona, Maucci, 1911?, por Francesc Xavier Godò i Llorens.
- A. F., Malombra, Barcelona, Maucci, 1912, por Francesc Xavier Godò i Llorens.
- A. F., Daniele Cortis, Madrid, Espasa, 1920, por Cipriano Rivas Cherif.
- A. F., Pequeño mundo antiguo, Barcelona, Lauro, 1943, por María Teresa Mayol (reed. Barcelona, Bruguera, 1986).
- A. F., Pequeño mundo moderno, Barcelona, Lauro, 1943, por María Teresa Mayol (reed., Barcelona, Bruguera, 1986).
- A. F., Daniele Cortis, Barcelona, Dima, 1968, por R. Galiart.
- A. F., Pequeño mundo antiguo, Madrid, Cátedra, 2012, ed. de Fernando Molina Castillo.